# Tojbach
Tojbach är en ort i Mexiko.   Den ligger i kommunen Cacahoatán och delstaten Chiapas, i den sydöstra delen av landet, 900 km sydost om huvudstaden Mexico City. Tojbach ligger 1 531 meter över havet och antalet invånare är 153.
Terrängen runt Tojbach är mycket bergig. Runt Tojbach är det ganska tätbefolkat, med 172 invånare per kvadratkilometer. Närmaste större samhälle är Cacahoatán, 18,7 km söder om Tojbach. I omgivningarna runt Tojbach växer i huvudsak städsegrön lövskog.